# دشت‌خوان سنگال
دشت‌خوان سنگال (نام علمی: Eremomela pusilla) نام یک گونه از سرده دشت‌خوان است.